# NGC 4869
NGC 4869 је елиптична галаксија у сазвежђу Береникина коса која се налази на NGC листи објеката дубоког неба.
Деклинација објекта је + 27° 54' 41" а ректасцензија 12h 59m 23,5s. Привидна величина (магнитуда) објекта NGC 4869 износи 13,8 а фотографска магнитуда 14,8. Налази се на удаљености од 94,383 милиона парсека од Сунца. NGC 4869 је још познат и под ознакама MCG 5-31-65, CGCG 160-225, DRCG 27-105, PGC 44587.